# Aeroportul Severo-Evensk
Aeroportul Severo-Evensk (IATA: SWV, ICAO: UHMW) este un aeroport din Regiunea Magadan, Rusia ce deservește zona Ievensk⁠(d). Aeroportul a fost tranzitat în 2017 de 7.745 de pasageri. A fost deschis în 1954.
Situat la o altitudine de 6 m, aeroportul dispune de o singură pistă.